# Juniperus virginiana
Juniperus virginiana, la sabina colorada de Virginia, es una especie vegetal perteneciente a la familia de las Cupresáceas, originaria del este de Norteamérica, desde el sudeste de Canadá hasta el Golfo de México, al este de las Grandes Llanuras. Más al oeste, es reemplazada por una especie próxima, Juniperus scopulorum, llamada en inglés Rocky Mountain Juniper, es decir, literalmente "enebro de las Montañas Rocosas", y al suroeste, por Juniperus ashei.

## Descripción
La sabina colorada de Virginia es un árbol de crecimiento lento que puede que nunca llegue a ser más que un arbusto en suelos pobres, pero que ordinariamente llega a tener entre 5 y 20 metros, raramente alcanza los 27, con un tronco corto de 30-100 cm (raramente 170 cm) de diámetro.El árbol más viejo de Misuri tenía 795 años de edad. La corteza es de color pardo rojizo, fibrosa, y se pela en tiras estrechas. Las hojas son de dos tipos. Hay unas hojas juveniles que siempre están en pares, con 5-10 cm de largo, a menudo en los ápices de los brotes, pero a veces ausentes; y luego están las hojas adultas, con diminutas puntas adpresas, en hilos foliares finos, de 2 a 4 mm de largo. Las hojas juveniles se encuentran en plantas jóvenes de hasta 3 años de edad, y están dispersas en los brotes de los árboles adultos, normalmente a la sombra. Los estróbilos tienen una longitud de 3-7 cm, con forma de baya y escamas carnosas de color azul purpúreo oscuro con una cubierta cerúlea blanca lo que le da en conjunto un color azul celeste (aunque la cera a menudo se borra); contienen uno o dos, raramente cuatro, semillas, y maduran en 6–8 meses después de la polinización.

## Ecología
Son una importante comida de invierno para muchos pájaros, que dispersan las semillas sin alas. Los conos de polen son de 2-3 mm de largo y 1,5 mm de ancho, lanzando el polen a finales del invierno o principios de la primavera. Los árboles normalmente son dioicos, con el polen y los conos de semillas en árboles separados.

## Usos

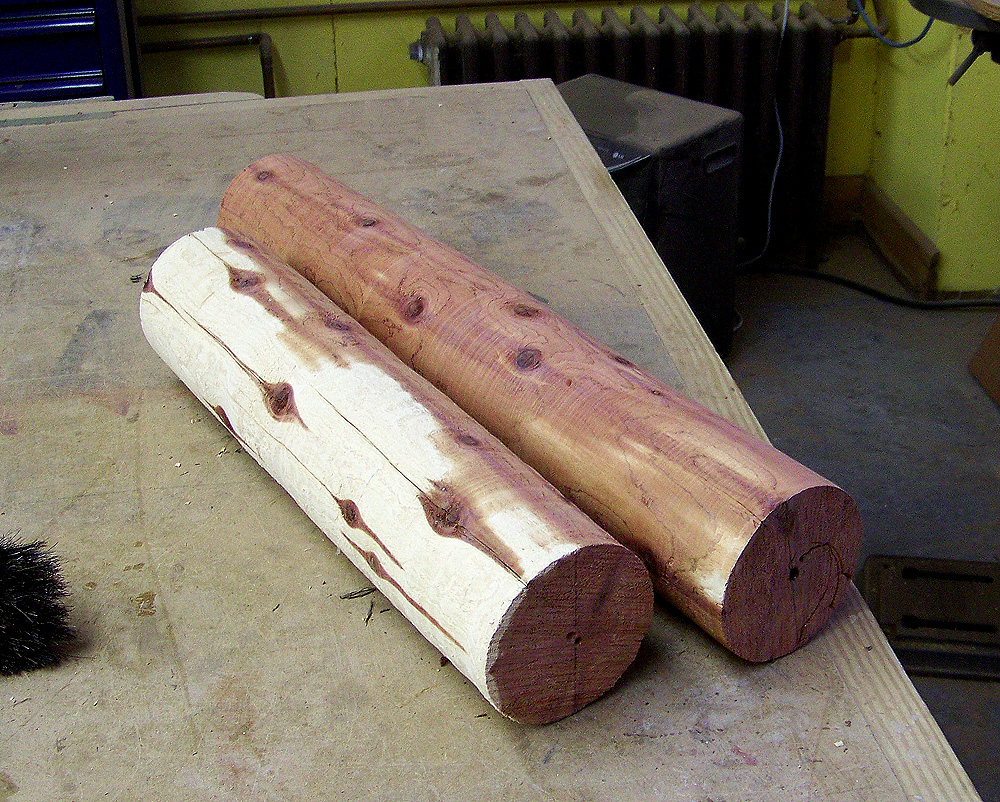
Un registro de madera aserrada en dos con la exposición de la pálida albura y el rojizo duramen

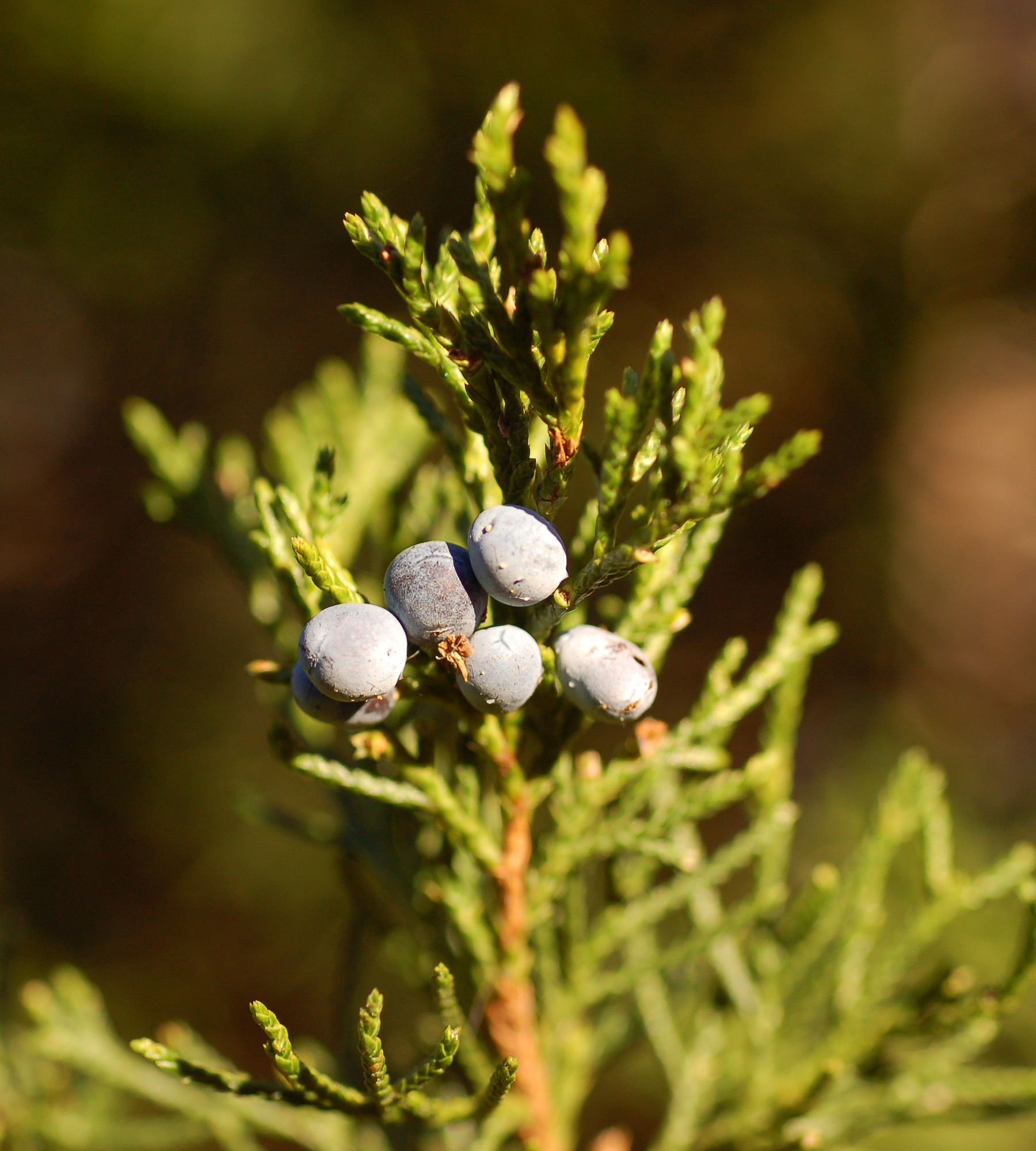
"bayas" del cultivar 'Corcorcor'

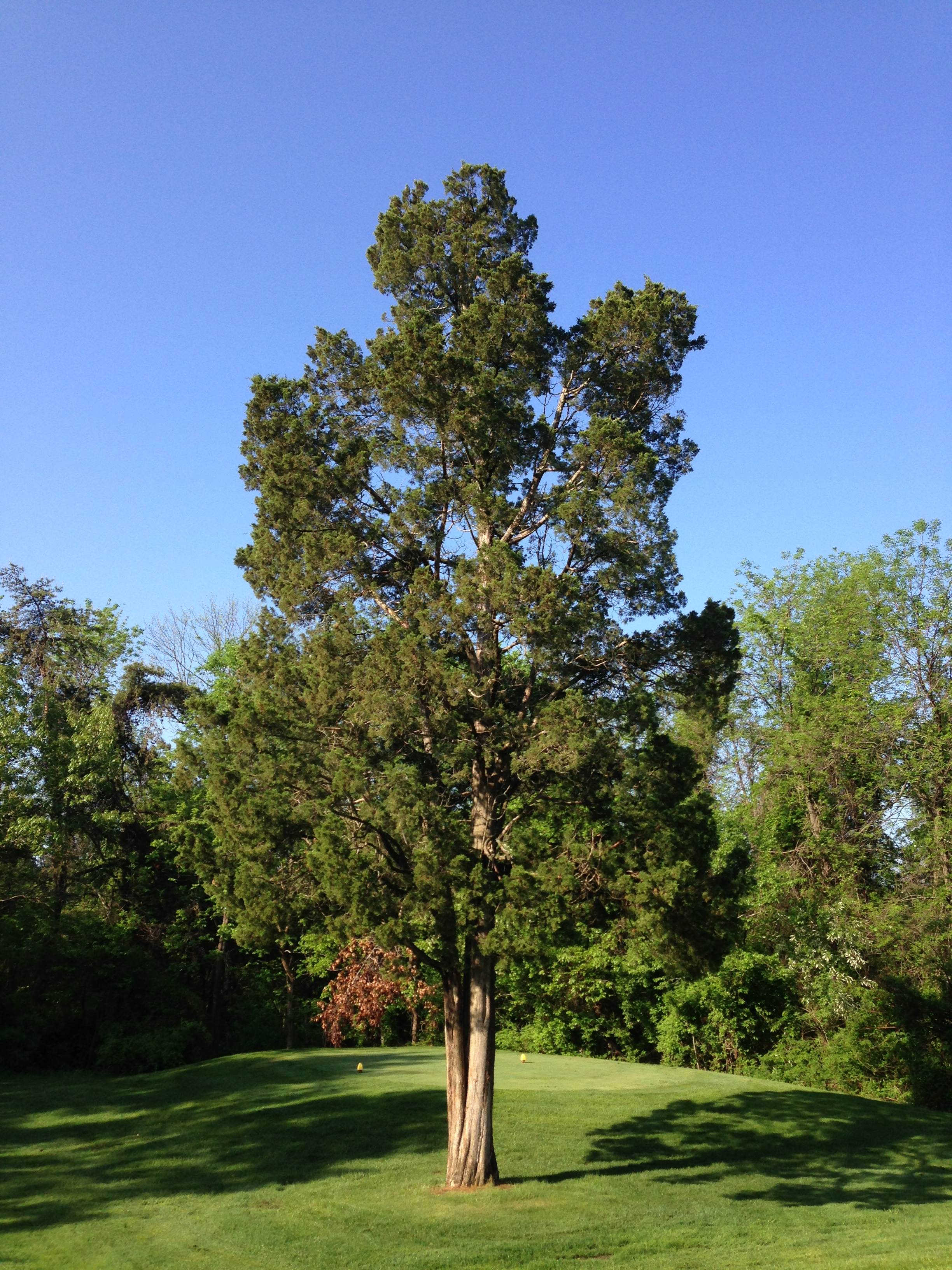
Vista del árbol

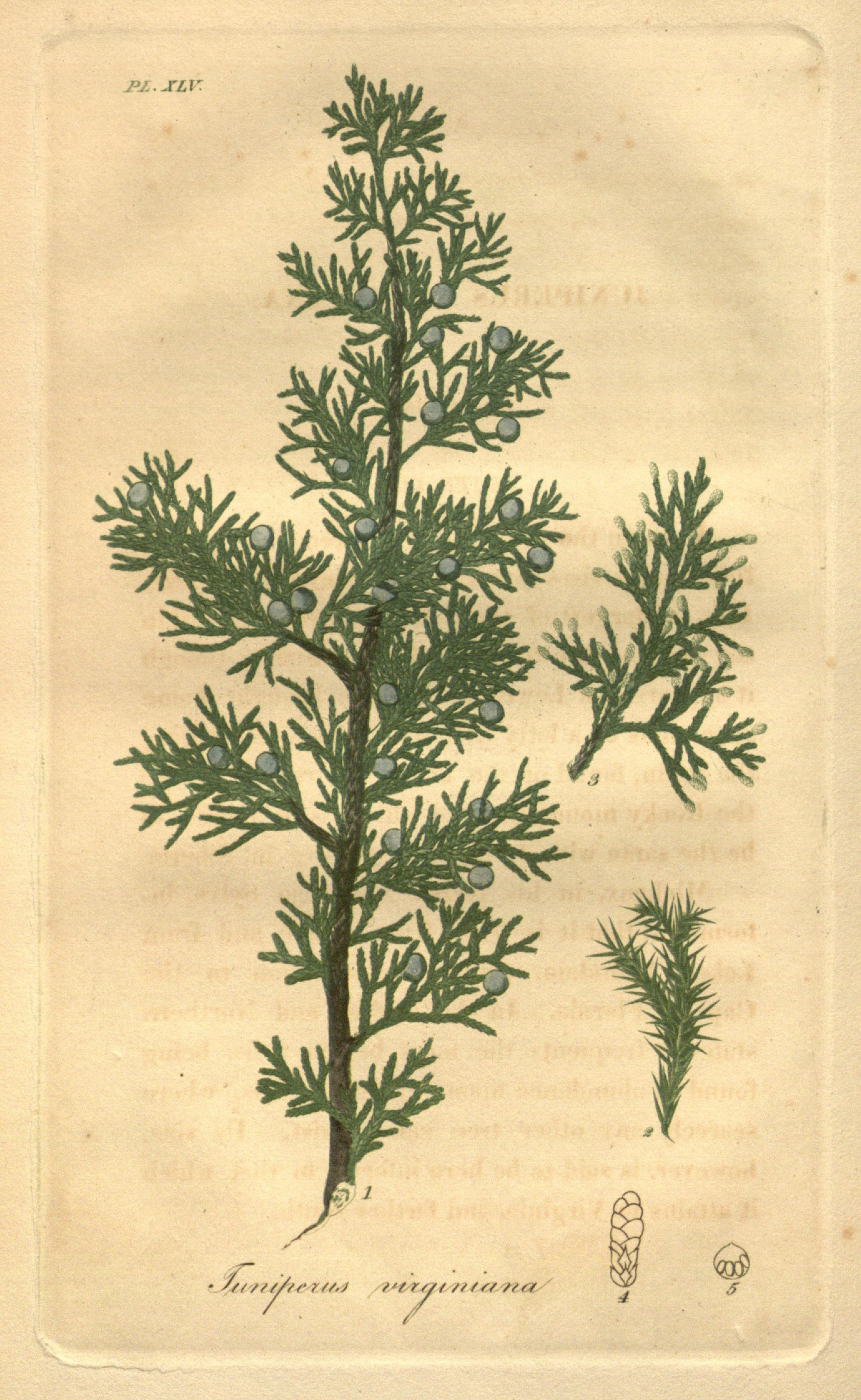
Ilustración

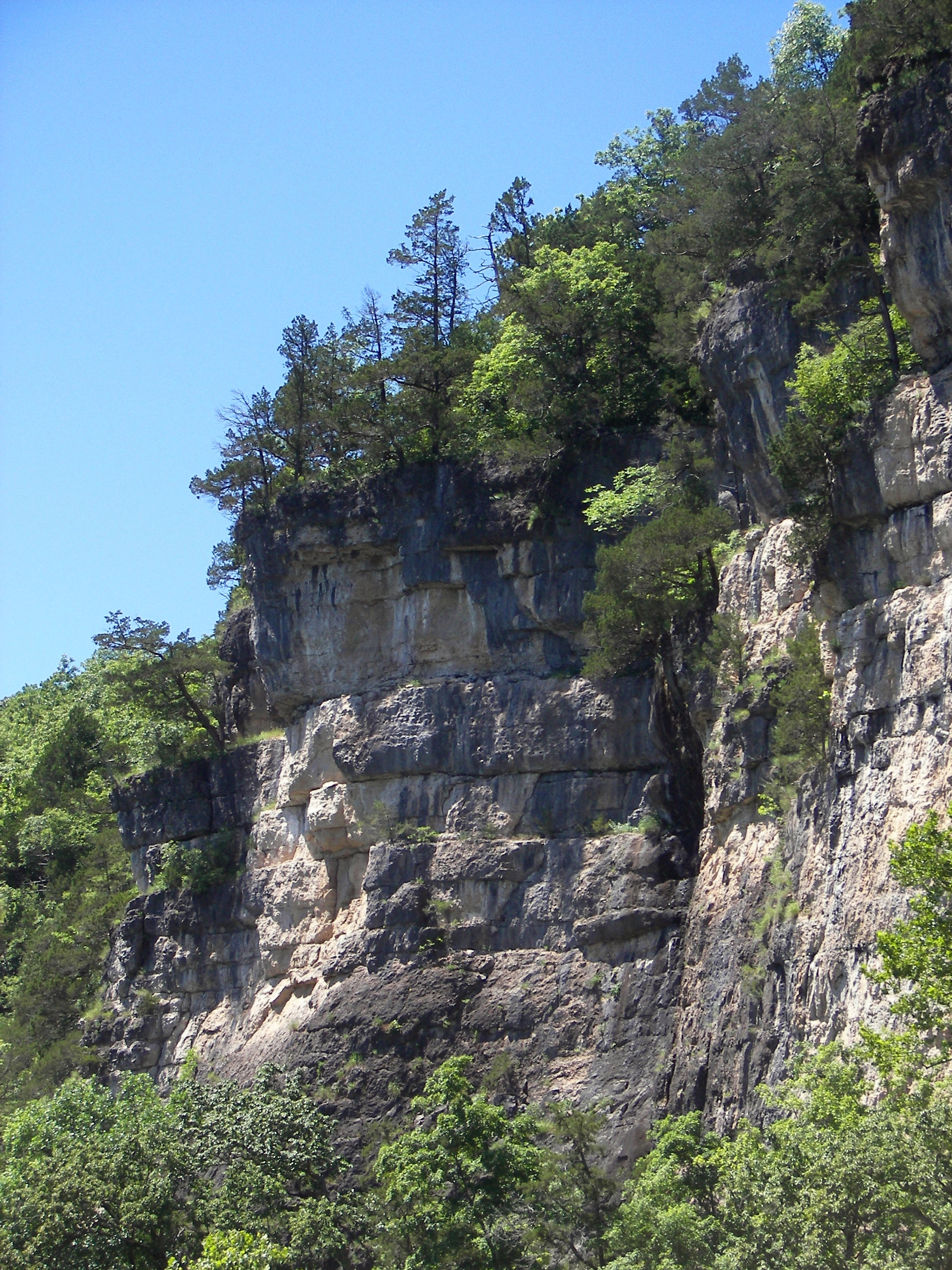
En su hábitat

La madera es quebradiza suave de grano fino de color café rojizo y su duramen es fragante, muy ligero y muy resistente, incluso en contacto con el suelo. Debido a su resistencia a la pudrición, la madera se utiliza para postes de cercas. La madera aromática es evitada por las polillas , por lo que es demandada como guarnición para la ropa en arcones y armarios, a menudo referido como armarios de cedro y baúles de cedro . Si se prepara correctamente, se pueden hacer excelentes arcos largos ingleses,  y arcos de nativos americanos apoyados por tendones. La madera se comercializa como "cedro rojo del este" o "cedro aromático". Los mejores porciones del duramen son una de las pocas maderas buenas para la fabricación de lápices, pero el suministro ha disminuido de manera notable en la década de 1940 en la que fue sustituida, en gran medida, por el incienso-cedro.
Aceite esencial se destila de la madera, ramas y hojas. El aceite esencial contiene cedrol que tiene tóxicos y posiblemente propiedades cancerígenos.
Tribus de nativos americanos utilizan postes de madera de sabina para marcar territorios tribales de caza acordados. Comerciantes franceses lo denominan Baton Rouge, Luisiana , (que significa "palo rojo") por el color rojizo de estos polos.
Durante la sequía de la década de 1930, el Proyecto Forestal Unidos Prairie alentó a los agricultores a sembrar fajas de protección (barreras contra el viento) hechos de enebro oriental a lo largo de las Grandes Llanuras. Crecen bien en condiciones adversas. Tanto resistente a la sequía como tolerante al frío, que crece bien en, arena, arcilla y el sustrato rocoso. La competencia entre los árboles es mínima, por lo que pueden ser plantados en hileras con poco espacio, y los árboles siguen creciendo a su altura completa, creando una barrera contra el viento sólido en un breve periodo de tiempo.
Varios cultivares se han seleccionado para la plantación del jardín, incluyendo 'Canaertii' (cónica estrecha; hembra) 'Corcorcor' (con una densa, erecta corona; hembra), 'Goldspire' (cónica estrecha con follaje amarillo), y 'Kobold' (enano). Algunos cultivares anteriormente enumerados en esta especie, en particular 'Skyrocket ", son en realidad cultivares de J. scopulorum.

## Taxonomía
Juniperus virginiana fue descrita por Carlos Linneo y publicado en Species Plantarum 2: 1039. 1753.
Etimología
Juniperus: nombre genérico que procede del latín iuniperus, que es el nombre de la sabina.
virginiana: epíteto geográfico que alude a su localización en Virginia.
Variedades
Hay dos variedades:, que hibridan entre sí cuando se encuentran:
- Juniperus virginiana var. virginiana se encuentra en el este de Norteamérica, desde Maine, hacia el oeste hasta alcanzar el sur de Ontario y Dakota del Sur, hacia el sur hasta el extremo septentrional de Florida y al suroeste hasta la sabana del centro-este de texas. Los conos son más grandes, 4-7 mm; las hojas escuamiformes son agudas en el vértice y la corteza es pardo rojiza.
- Juniperus virginiana var. silicicola (Small) A.E.Murray (sin. Sabina silicicola Small, Juniperus silicicola (Small) L.H.Bailey) tiene su hábitat a lo largo de las costas del Atlántico y del Golfo de México, desde Carolina del Norte, hacia el sur hasta el centro de Florida y hacia el oeste hasta el sureste de Texas. Los conos son más pequeños, 3-4 mm; las hojas escuamidormes son romas en el ápice y la corteza es pardo anaranjada. Algunos autores la tratan como el rango inferior de variedad, mientras que otros la consideran una especie distinta.

Sinonimia
- Juniperus alba Knight ex Carrière
- Juniperus arborescens Moench
- Juniperus argentea Gordon
- Juniperus bedfordiana Loudon
- Juniperus cannartii K.Koch
- Juniperus caroliana Mill.
- Juniperus caroliniana Du Roi
- Juniperus chamberlaynii Carrière
- Juniperus cinerascens K.Koch
- Juniperus dioica Carrière
- Juniperus foetida var. virginiana (L.) Spach
- Juniperus fragrans Knight
- Juniperus glauca Cels ex Link
- Juniperus gossainthanea Lodd. ex Lindl. & Gordon
- Juniperus gossainthanea C.Lawson
- Juniperus hermannii (Pers.) Spreng.
- Juniperus nutans Beissn.
- Juniperus polymorpha Beissn.
- Juniperus schottii Gordon
- Juniperus smithipendula Beissn.
- Juniperus tripartita (Lavallée) Beissn.
- Sabina alba (Knight ex Carrière) Antoine
- Sabina fragrans (Knight) Antoine
- Sabina glauca Antoine
- Sabina gossainthanea (Lodd. ex Lindl. & Gordon) Antoine
- Sabina virginiana (L.) Antoine
- Sabina virginiana var. crebra (Fernald & Griscom) Moldenke